# Polygala skrivanekii
Polygala skrivanekii är en jungfrulinsväxtart som beskrevs av Podpera. Polygala skrivanekii ingår i släktet jungfrulinssläktet, och familjen jungfrulinsväxter. Inga underarter finns listade i Catalogue of Life.